# Michel Roussier
Michel Roussier fue un comerciante y político francés nacido el  en Marsella y fallecido el  en Marsella.

## Biografía
Michel Roussier es hijo de Michel Roussier, comerciante, y Marguerite Martin. Estudió en el Sainte-Marthe College con los oratorianos y se casó con Magdelaine Raymone Hilarie Ursule Joseph Vidal. Su hijo, Casimir Roussier (1784-1856), sería concejal y presidente del Tribunal de Comercio de Marsella ·, y su nieto, Louis Michel Roussier (1809-1877), teniente de alcalde de Marsella.
Operando en su ciudad natal, se esfuerza por formarse en jurisprudencia comercial y es designado regularmente como árbitro en disputas comerciales. Se convirtió en director del hospicio y administrador de la Oficina de Salud en Marsella.
El 4 de abril de 1789 fue elegido diputado del Tercer Estado a los Estados Generales de 1789 por el Senescal de Marsella.
En la Asamblea desempeñó un papel bastante discreto, se convirtió en diputado del decano de las comunas, formó parte del comité de subsistencia, tomó el juramento del juego de palma y habló una sola vez para proponer una definición de gobierno monárquico. Presentó su renuncia el 5 de septiembre de 1790.